# Drimia uranthera
Drimia uranthera är en sparrisväxtart som först beskrevs av Robert Allen Dyer, och fick sitt nu gällande namn av John Charles Manning och Peter Goldblatt. Drimia uranthera ingår i släktet Drimia och familjen sparrisväxter. Inga underarter finns listade i Catalogue of Life.